# Film de zombies
Le film de zombies est un genre cinématographique, au croisement du film d'horreur et du fantastique. Il se caractérise par la présence de zombies, cadavres humains ressuscités par l'intermédiaire d'une pratique magique, religieuse, scientifique ou d'origine inconnue, ou bien, par extension, d'une maladie rendant agressif et qui décompose le corps, par exemple une fièvre hémorragique (« zombie moderne »). Le premier film du genre, White Zombie de Victor Halperin, sorti en 1932, fixe une structure qui sera reprise pendant plus de trente ans par les réalisateurs américains et européens : le zombie est alors un mort qui obéit à la personne qui lui a redonné la vie. C'est le cas dans Vaudou (1943) de Jacques Tourneur, le grand classique de cette première phase du genre. 
En 1968, avec La Nuit des morts-vivants, George Romero transforme la figure du zombie, qui n'est plus une marionnette au service d'un démiurge mais un mort-vivant cannibale qui contamine ses victimes, menaçant l'humanité entière. Cette structure se retrouve dans de nombreux films, principalement américains et italiens, jusqu'au début des années 1990. Romero réalise pendant cet « âge d'or » du film de zombies deux des plus grandes réussites du genre : Zombie (1978) et Le Jour des morts-vivants (1985). Le genre évolue dans une surenchère du gore (Braindead de Peter Jackson, sorti en 1992), et est parfois tenté par la voie parodique (Le Retour des morts-vivants, sorti en 1985).
Après un déclin du genre à partir de la fin des années 1980, le film de zombies revient à la mode au début des années 2000 grâce au succès de deux films britanniques aux styles bien distincts : 28 jours plus tard (2002) et Shaun of the Dead (2004). Le genre s'internationalise de plus en plus avec des productions venant des horizons les plus divers, comme l'Espagne avec REC (2007) et la Corée du Sud avec Dernier train pour Busan (2016), qui sont globalement reconnues parmi les plus réussies du début du XXIe siècle. Les séries télévisées ayant les zombies pour thème se font aussi plus présentes, surtout depuis le succès de The Walking Dead.

## Histoire

### Figure du zombie
Les figures bibliques de Lazare et de la fille de Jaïre sont des modèles de retour à la vie que la thématique du mort-vivant va pasticher. Dans les Évangiles, l'âme est redonnée au corps, il y a résurrection. Dans les histoires de morts-vivants, on a affaire à de la reviviscence, une simple « réactivation de la machinerie biologique ». Les zombies ne seraient donc pas des morts-vivants, mais des « morts-vivaces », une simple persévérance biologique. Les figures de morts-vivants traversent l'histoire littéraire et artistique, des goules issues de la gül arabe aux vampires. Elles inspirent les histoires de zombies, ainsi que des récits d'autres non-morts. Mais c'est essentiellement dans les rites vaudous, réinterprétés par l'Occident, que vont puiser les premiers films du genre.
Les films inspirés du roman Frankenstein ou le Prométhée moderne (1818) de Mary Shelley, peuvent techniquement entrer dans la catégorie des films de zombies, le monstre de Frankenstein n'étant autre qu'un assemblage de cadavres réanimé, mais ils ne sont généralement pas inclus dans celle-ci. À l'inverse, le terme est tout aussi souvent appliqué à des films dans lesquels des êtres vivants sont contaminés par un virus qui leur donne un comportement similaire à celui des zombies (comme dans 28 jours plus tard),. Quelques films, comme Evil Dead (1981) et Evil Dead 2 (1987) de Sam Raimi ou encore Démons (1985) de Lamberto Bava, font encore l'objet de farouches débats quant à leur classification ou non comme représentants du genre,.

### Premiers films de zombies et vaudou
De 1915 à 1934, alors que les États-Unis occupent Haïti, un certain nombre d'ouvrages américains paraissent sur le vaudou. La plupart de ces livres, des best-sellers pour beaucoup, visent à faire passer cette religion pour une entreprise démoniaque, et à discréditer le désir d'indépendance qu'elle est censée manifester. C'est le cas du livre Le Roi blanc de La Gonâve, de Faustin Wirkus. Mais c'est le succès international de L'Île magique du reporter et explorateur William Seabrook qui va assurer le succès du vaudou auprès du public anglo-saxon. Le livre, paru en 1929, se distingue de la majorité des productions américaines sur Haïti car il met à égalité christianisme et vaudou. Son succès conduit à une adaptation théâtrale, qui est un véritable échec, mais amène réalisateur et producteur de cinéma à s'intéresser au sujet.

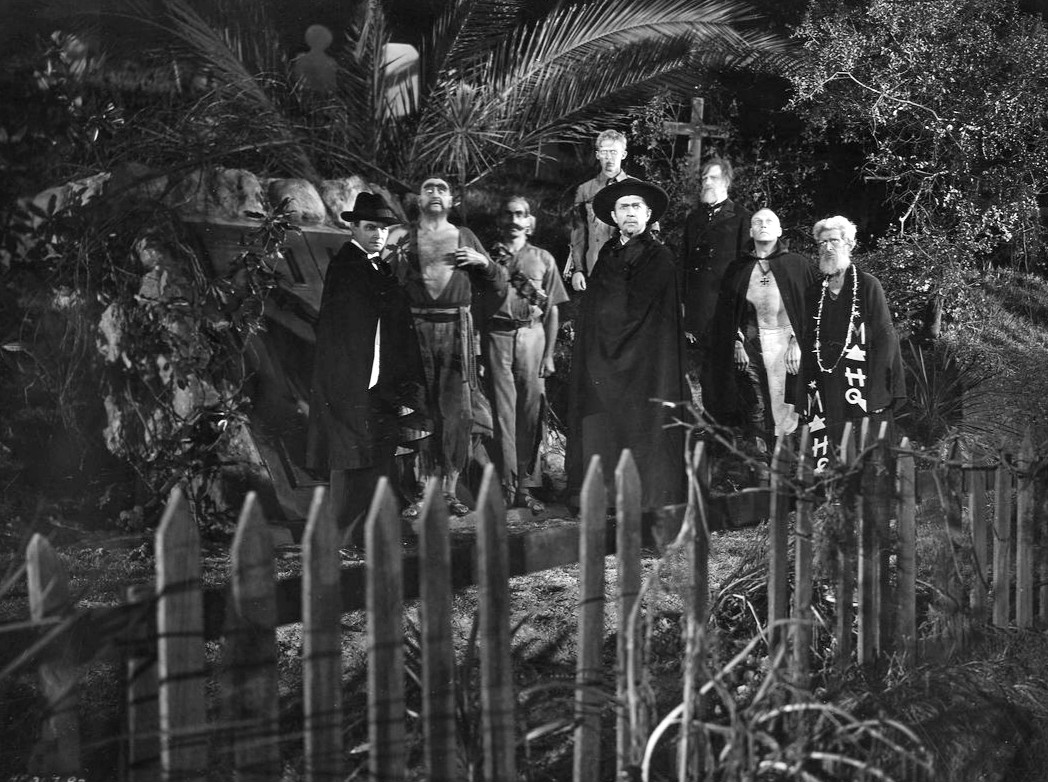
Une scène du film White Zombie (1932).

C'est ainsi que les frères Halperin, Victor, réalisateur, et son frère Edward, producteur, tournent White Zombie, sorti en 1932. François Angelier y voit une structure qui va se perpétuer pendant plusieurs décennies - même si la présence du vaudou va rapidement s'effacer : une histoire d'amour contrarié, un démiurge qui manipule des zombies, tous blancs, aux « yeux vides et regard fixe », qui soit travaillent pour lui, soit sont ses esclaves sexuels. White Zombie est considéré comme le premier film de zombies de l'histoire du cinéma. Mettant en vedette Béla Lugosi, il s'appuie sur la représentation du zombie de la religion vaudou haïtienne. Le succès commercial remporté par le film pousse Victor Halperin à lui donner une suite, La Révolte des zombies (1936), qui connaît beaucoup moins de succès.
Vaudou (1943) de Jacques Tourneur est l'un des premiers classiques du genre, qui se distingue par « son ambiance et son charme très particuliers » et le soin apporté à l'éclairage. Darby Jones y incarne « l'un des zombies les plus mémorables de l'histoire du cinéma ».
Ed Wood réalise un film de zombies, Night of the Ghouls (1959), et en scénarise un autre, Orgy of the Dead (1965), pour le réalisateur Stephen C. Apostolof. Le film le plus connu d'Ed Wood, Plan 9 from Outer Space (1959), largement considéré comme l'un des plus mauvais films de l'histoire du cinéma, fait aussi largement appel aux zombies parmi d'autres ingrédients de son « scénario ». Parmi les séries Z abordant le thème des zombies, on peut également citer I Eat Your Skin de Del Tenney en 1964 et The Astro-Zombies de Ted V. Mikels en 1968.
Le film britannique Le Cadavre qui tue (1961) du canadien Sidney J. Furie met en scène des cadavres qui grâce à une greffe du cœur se remettent en marche. L'Invasion des morts-vivants (1966) de John Gilling, film produit par la Hammer représente un pont entre les films de zombies classiques et modernes. Le thème du vaudou est toujours utilisé mais l'aspect des créatures, qui met l'accent sur la décomposition, est beaucoup plus effrayant et a une influence visuelle indéniable sur La Nuit des morts-vivants, qui va révolutionner le genre deux ans plus tard.

### George Romero et l'âge d'or du genre

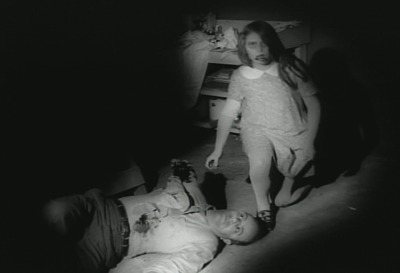
Une scène de La Nuit des morts-vivants (1968).

La Nuit des morts-vivants de George Romero, sorti en 1968, marque un renouveau du genre en se détachant de toute tradition folklorique. C'est la pierre fondatrice du film de zombies moderne, qui « donne ses lettres de noblesse à l'horreur visuelle », ainsi qu'un « plaidoyer puissant contre le racisme ». Mal accueilli par l'Amérique puritaine qui sort à peine de trente ans de censure cinématographique imposée par le code Hays, il est très vite remarqué par le public et la critique, étant même projeté en juin 1970 au Museum of Modern Art, « un événement sans précédent pour un film d'horreur ». Premier film avec lequel Romero fixe les règles modernes du genre, il fait du zombie un cadavre réanimé avide de chair humaine et qui ne peut être « tué » que si on détruit son cerveau en lieu et place de la créature contrôlée par un sorcier vaudou. Il explore la facette la moins reluisante de l'humanité, ses peurs et ses préjugés. Il ouvre aussi la voie aux réalisateurs dépourvus de moyens financiers mais ambitieux et prouve que le public peut apprécier un film dépourvu de happy end.
Un des premiers à surfer sur le succès de George Romero est le réalisateur espagnol Amando de Ossorio avec sa tétralogie des templiers zombies, qui empruntent des caractéristiques des momies et des vampires, composée de La Révolte des morts-vivants (1972), Le Retour des morts-vivants (1973), Le Monde des morts-vivants (1974) et La Chevauchée des morts-vivants (1975). Seul le premier film se démarque, les autres se contentant de reprendre de façon lassante la même structure. Sugar Hill (1974) de Paul Maslansky est considéré comme le Shaft des films de zombies avec son croisement entre ce genre et la blaxploitation. Le Massacre des morts-vivants (1974) de Jorge Grau est l'un des films du genre les plus réussis des années 1970, se démarquant par son scénario et son interprétation au-dessus du lot et son dénouement aussi sombre que choquant. Le Commando des morts-vivants (1977) de Ken Wiederhorn est le premier représentant du sous-genre « film de nazis zombies ».

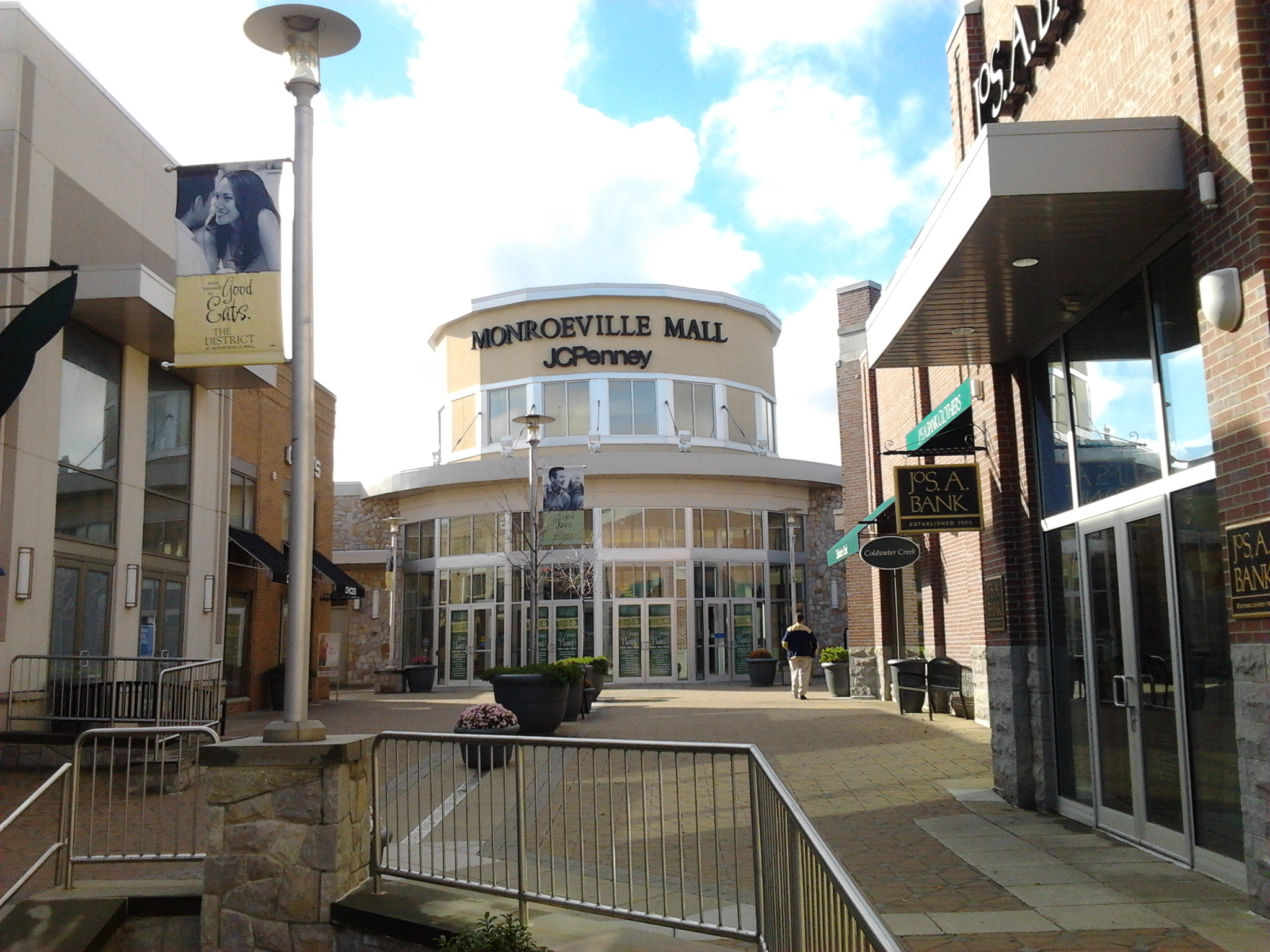
Le Monroeville Mall de Pittsburgh où a été tourné Zombie (1978).

Zombie (1978) de George Romero, deuxième film de sa Saga des zombies, est régulièrement cité comme le meilleur film de zombies de tous les temps. C'est une satire mordante de la société de consommation, avec son cadre de centre commercial, magnifiée par les effets spéciaux gore de Tom Savini et le rythme haletant du film. Encore plus que La Nuit des morts-vivants, il crée une tonalité particulière que tous les films suivants essaieront d'imiter ou de bouleverser. Zombie réalise à sa sortie des bénéfices records, 55 millions de dollars, pour un film indépendant.
En Italie, les films de zombies se font très nombreux. Leurs auteurs dirigent des films d'exploitation inspirés de George Romero. Autrement dit, il s'agit de « broder sur un genre ou sur un film américain ayant triomphé au box-office local ». La vogue italienne des films de zombies commence en 1979 avec L'Enfer des zombies de Lucio Fulci, qui est mis en chantier afin de tirer parti du succès remporté par Zombie en Italie en le présentant comme une suite non officielle. Il demeure « le joyau » des nombreux films italiens de zombies tournés dans les années 1970 et 1980 et sa scène du combat sous-marin entre un zombie et un requin est restée célèbre,. Lucio Fulci « réinterprète le mythe vaudou du mort-vivant et insiste avec joie sur le gore et la décrépitude des corps ». Dans les films italiens qui tentent d'imiter le succès de L'Enfer des zombies, « l'invasion de zombies n'est que prétexte à exotisme bon marché et à accumulation de scènes gore » pour le critique Philippe Rouyer, qui juge la production dans son ensemble médiocre : « tous les tâcherons du bis transalpin sont mobilisés. Certains ne se donnent pas la peine de cacher le plagiat ». Selon Rouyer, seul Lucio Fulci sort du lot car, malgré des scénarios peu originaux, son « imagerie de la putréfaction », mettant l'accent sur le gore et la décomposition des chairs, et son « ambiance morbide » sont novatrices. Fulci continue dans le genre avec sa trilogie des Portes de l'Enfer (Frayeurs, L'Au-delà et La Maison près du cimetière). De ces trois films où l'aspect visuel est beaucoup plus important que le scénario, L'Au-delà, aussi étrange que perturbant, est celui qui a le mieux résisté à l'épreuve du temps,. L'esthétique gore des films de Lucio Fulci a encore une influence certaine sur les réalisateurs de films d'horreur plusieurs décennies plus tard.
Le Jour des morts-vivants (1985) de George Romero « est une intéressante critique de l'Amérique reaganienne, avec en fond le spectre de la militarisation à outrance ». Il introduit le concept du zombie doué de pensée. Re-Animator (1985) de Stuart Gordon est l'une des rares adaptations de qualité de l'œuvre de Howard Phillips Lovecraft, son succès donnant naissance à deux suites. Ses scène gore permettent de dédramatiser des situations potentiellement choquantes en les caricaturant de manière excessive, ce qui relie ainsi le gore à l'humour. Le Retour des morts-vivants (1985) de Dan O'Bannon est la première véritable comédie de zombies. Très innovateur, il présente pour la première fois à l'écran des zombies intelligents, rapides, doués de parole et particulièrement friands de cerveaux humains.
Dans la deuxième partie des années 1980, la mode du film de zombies s'essouffle et ils disparaissent quasiment des écrans pendant une quinzaine d'années. Symbole de ce déclin, l'échec artistique de Zombi 3 (1988) de Lucio Fulci, le réalisateur, d'ailleurs remplacé en cours de tournage, affirmant par la suite que « les zombies sont démodés ». Seuls quelques rares films sortent du lot pendant cette période. L'Emprise des ténèbres (1988) de Wes Craven est une tentative de renouer avec la thématique vaudou des premiers films de zombies. La Nuit des morts-vivants (1990) de Tom Savini est un remake réussi du premier film de George Romero qui conserve l'essentiel de la tension et du message de son modèle. Braindead (1992) de Peter Jackson est considéré comme le film le plus gore jamais réalisé,, bien que le gore soit principalement utilisé ici pour convoyer un humour au second degré. Dellamorte Dellamore (1994) de Michele Soavi, très stylisé dans sa mise en scène, « est une vision nostalgique et déchirante de la mort de l'amour ».

### Zombies des années 2000 et 2010
À l'aube du XXIe siècle, le genre semble définitivement enterré mais 28 jours plus tard (2002) de Danny Boyle lui redonne un nouveau souffle grâce à sa photographie inventive, sa bande-son, le jeu de Cillian Murphy et son rythme effréné. Il met en scène des zombies rapides pour la première fois de manière sérieuse (car Le Retour des morts-vivants avait déjà utilisé cette idée). 28 Jours plus tard ouvre la voie à des films produits par de grands studios avec des budgets importants comme Resident Evil et L'Armée des morts et détourne subtilement les conventions du genre pour s'imposer comme le nouveau modèle à suivre malgré les grincements de dents de certains « puristes » qui refusent de le considérer comme un film de zombies. Sa suite, 28 semaines plus tard (2007) de Juan Carlos Fresnadillo, dresse un « troublant parallèle avec les camps de réfugiés ».

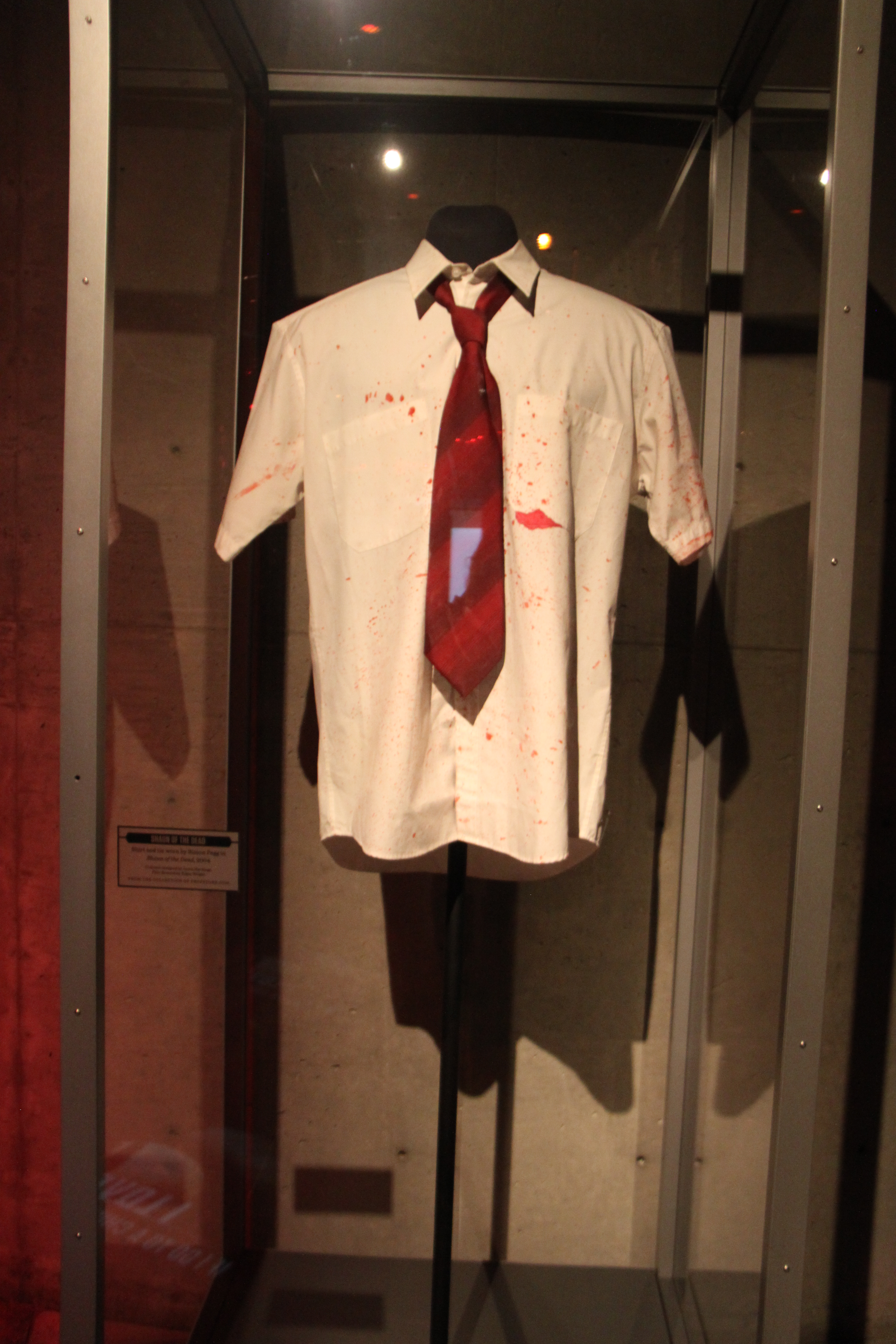
La chemise de Shaun dans Shaun of the Dead (2004) exposée au Museum of Pop Culture de Seattle.

Shaun of the Dead (2004) d'Edgar Wright remporte un grand succès, définissant les codes de la comédie de zombies moderne et donnant naissance à de nombreuses productions à petit budget qui tentent de s'en inspirer, la plupart du temps avec bien moins de réussite. C'est à la fois une lettre d'amour aux films de zombies et une déconstruction du genre, ainsi qu'une critique efficace du style de vie des cols blancs. 28 jours plus tard et Shaun of the Dead ont chacun dans leur style redéfini le genre. 
L'Armée des morts (2004) de Zack Snyder, « remake de Zombie sous amphétamines et d'une redoutable efficacité », reprend le concept des zombies rapides, qui revient dès lors régulièrement dans les films du genre. Dépourvu du commentaire social du film original, il assemble cependant une galerie de personnages plus intéressants qu'il n'est habituel dans le genre. Malgré des « scénarios sans originalité et des personnages insipides », les films de la saga Resident Evil, six opus de 2002 à 2016, connaissent le succès commercial grâce à leurs budgets importants et à la grande notoriété de la série de jeux vidéo dont ils sont inspirés.
Signe de la renaissance du film de zombies, Le Territoire des morts (2005) marque le retour de George Romero au genre qui a fait sa renommée vingt ans après Le Jour des morts-vivants. Quatrième opus de sa Saga des zombies, il est chronologiquement le dernier et accentue l'idée de zombies devenant de plus en plus intelligents avec le temps. Le commentaire social est toujours présent, sous la forme de la lutte des classes, même s'il est moins subtil que dans ses trois premiers films.
Dans les années qui suivent, des dizaines de films de zombies sortent chaque année avant que le genre ne s'essouffle à nouveau, en volume comme en qualité, au début des années 2010, soit en raison d'une lassitude du public soit parce que celui-ci n'a désormais même plus besoin d'aller au cinéma avec le succès de la série télévisée The Walking Dead.
REC (2007) de Jaume Balagueró et Paco Plaza se distingue par son atmosphère de huis-clos oppressant et son aspect de faux documentaire. C'est le premier, et probablement le meilleur, film de zombies en found footage, étant sorti seulement quelques semaines avant Chronique des morts-vivants de George Romero, réalisateur toujours aussi précurseur mais battu au poteau cette fois-ci. Trois suites sont données à REC. Pontypool (2008) de Bruce McDonald se démarque par son inventivité, les gens étant ici contaminés par le langage. Ce huis-clos au suspense constant fonctionne comme une métaphore de la difficulté de la communication à l'époque moderne en dépit d'un accès toujours plus aisé à l'information. L'idée véhiculée est que la fonction du langage est désormais tellement diluée par la superficialité et/ou l'hypocrisie des propos tenus qu'il est devenu plus un vecteur de contamination que de communication.
Bienvenue à Zombieland (2009) de Ruben Fleischer, sorte de « pendant américain de Shaun of the Dead », est « assez malin pour s'amuser du genre sans jamais tenter de le parodier » et est considéré comme la comédie de zombies la plus réussie depuis Shaun of the Dead,. Le film norvégien Dead Snow (2009) de Tommy Wirkola est sans doute le plus réussi dans le sous-genre « film de nazis zombies ». Une suite, Dead Snow 2 (2014), lui est même donnée. Dans le même genre, on trouve le film britannique Outpost de Steve Barker, sorti en 2008.
Dans un genre limité par ses propres règles, de nombreux films cherchent à se démarquer par leur originalité. Ainsi, Deadgirl (2008) pose la question du sexe avec les zombies ; dans le film allemand Rammbock (2010), le virus responsable de la transformation peut être temporairement maîtrisé tant que l'on ne cède pas à une émotion violente ; The Battery (2012) est une métaphore de l'ennui que ressentent beaucoup de gens dans leur vie et de la lutte quotidienne consistant à affronter une autre journée, les zombies représentant les voisins, collègues de travail, etc. ; dans Cooties (2014), situé dans le milieu scolaire, les zombies sont uniquement des enfants ; dans Wyrmwood (2014), le sang de zombie peut être utilisé comme carburant pour les véhicules ; dans Maggie (2015), le processus de contamination prend plusieurs semaines ce qui permet de donner au film un ton de drame humaniste et familial.
World War Z (2013) de Marc Forster est le film de zombies au budget le plus important de l'histoire. Malgré les scènes spectaculaires que lui permettent ses moyens financiers, il est critiqué pour n'être en aucune façon fidèle au roman dont il est censé être l'adaptation. Dernier train pour Busan (2016) de Yeon Sang-ho est souvent considéré comme le meilleur film de zombies des années 2010. Parmi les raisons de son succès : une réalisation qui maintient un suspense constant, une très bonne interprétation générale, sa métaphore du « conte politique qui a en ligne de mire l'individualisme de la société coréenne », et son décor principal du train utilisé avec une efficacité maximale.

## Séries télévisées de zombies
La série anthologique Les Maîtres de l'horreur (2005-2006) compte trois épisodes sur le thème des zombies, le plus notable étant Vote ou crève de Joe Dante, décrit par The Village Voice comme « aisément un des films politiques les plus importants sur l'ère George W. Bush ».
Créée par Charlie Brooker et diffusée en octobre 2008 sur E4, la mini-série britannique de cinq épisodes Dead Set relate une attaque de zombies sur la maison de l'émission de téléréalité Big Brother. À la fois « amusante, sombre et au rythme effréné », Dead Set exploite le concept de la téléréalité pour apporter un point de vue novateur sur une apocalypse zombie.

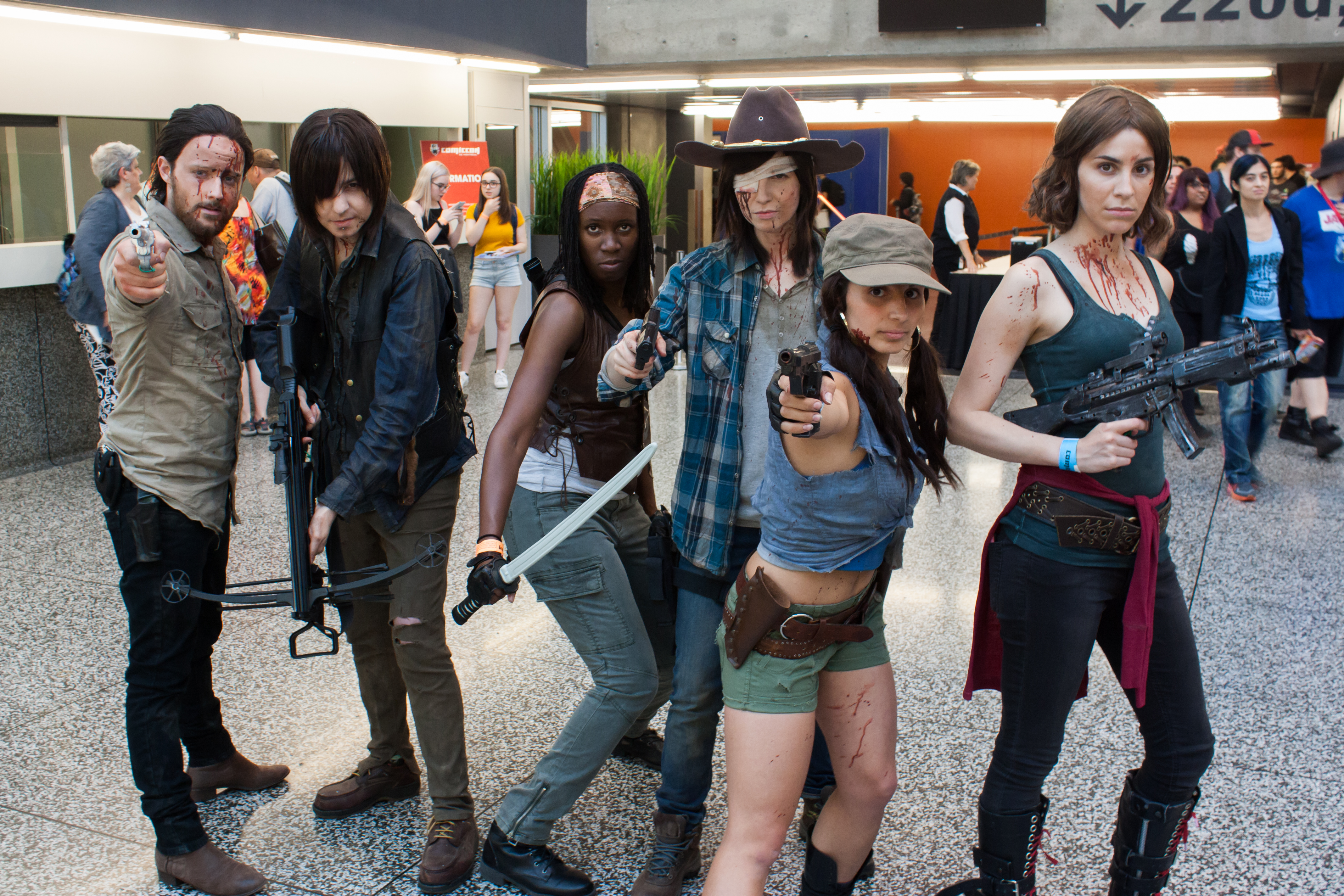
Cosplay de plusieurs personnages de la série télévisée The Walking Dead.

Depuis 2010, la série The Walking Dead, adaptée par Frank Darabont et Robert Kirkman de la série de comics homonyme, est diffusée sur AMC. Avec ses audiences records pour une série du genre horrifique, elle a emmené vers de nouveaux sommets la popularité des zombies tout au long des années 2010 en raison de ses effets spéciaux comptant « parmi les plus étonnants jamais vus à l'écran » et surtout à son travail de caractérisation des personnages, même si celui-ci a tendance au fil des saisons à devenir répétitif et lassant pour une partie du public. Son succès donne naissance en 2015 à la série dérivée Fear the Walking Dead.
Death Valley, racontant l’invasion de la vallée de San Fernando (Californie) par des zombies, vampires et loups-garous, a été diffusée sur MTV, d’août à novembre 2011. En 2013 et 2014, BBC3 a diffusé In The Flesh, série en neuf épisodes conçue par Dominic Mitchell, et qui met en scène un jeune mort-vivant « dézombifié » de retour dans son village. Diffusée de 2014 à 2018, Z Nation se présente comme une alternative à The Walking Dead qui se prend beaucoup moins au sérieux et avec un budget beaucoup plus limité.
La série de comédie horrifique iZombie détourne les codes des séries d'enquêtes criminelles. Le ton grinçant et les interprétations des deux acteurs principaux de Santa Clarita Diet ont imposé cette comédie de zombies parmi les séries comiques les plus en vue de la fin des années 2010.

#### Ouvrages
- (en) Elizabeth Aiossa, The Subversive Zombie : Social Protest and Gender in Undead Cinema and Television, Jefferson (Caroline du Nord), McFarland & Company, coll. « Contributions to Zombie Studies », 2018, 194 p. (ISBN 978-1-476-66673-0).
- Julien Bétan et Raphaël Colson, Zombies !, Lyon, Les Moutons électriques, 2009, 344 p. (ISBN 978-2-915793-63-5).
- Karim Charredib, Zombies ! Une lecture corrompue du cinéma, Pertuis, Rouge Profond, coll. « Raccords », 2022, 350 p. (ISBN 979-1-09730-951-0).
- (en) Peter Dendle, The Zombie Movie Encyclopedia, vol. 1, Jefferson (Caroline du Nord), McFarland & Company, coll. « Contributions to Zombie Studies », 2010, 259 p. (ISBN 978-0-78646-367-1).
- (en) Peter Dendle, The Zombie Movie Encyclopedia : 2000-2010, vol. 2, Jefferson (Caroline du Nord), McFarland & Company, coll. « Contributions to Zombie Studies », 2012, 292 p. (ISBN 978-0-78646-163-9).
- (en) Nadine Farghaly (dir.), Unraveling Resident Evil : Essays on the Complex Universe of the Games and Films, Jefferson (Caroline du Nord), McFarland & Company, coll. « Contributions to Zombie Studies », 2014, 248 p. (ISBN 978-0-786-47291-8).
- Ozzy Inguanzo (trad. de l'anglais, préf. Max Landis), Les zombies au cinéma : l'histoire ultime des morts-vivants à l'écran [« Zombies on Film »], Paris, Hoëbeke, 2017, 221 p. (ISBN 978-2-84230-588-8).
- (en) Glenn Kay, Zombie Movies : The Ultimate Guide, Chicago, Chicago Review Press, 2012, 2e éd., 432 p. (ISBN 978-1-61374-422-2).
- (en) Dawn Keetley (dir.), "We're All Infected" : Essays on AMC's The Walking Dead and the Fate of the Human, Jefferson (Caroline du Nord), McFarland & Company, coll. « Contributions to Zombie Studies », 2014, 256 p. (ISBN 978-0-78647-628-2).
- Frank Lafond (dir.), George A. Romero : un cinéma crépusculaire, Paris, Michel Houdiard, 2008, 223 p. (ISBN 2-912673-93-3).
- (en) Chase Pielak et Alexander H. Cohen, Living With Zombies : Society in Apocalypse in Film, Literature and Other Media, Jefferson (Caroline du Nord), McFarland & Company, coll. « Contributions to Zombie Studies », 2017, 208 p. (ISBN 978-1-47666-584-9).
- (en) Toni Pressley-Sanon, Zombifying a Nation : Race, Gender and the Haitian Loas on Screen, Jefferson (Caroline du Nord), McFarland & Company, coll. « Contributions to Zombie Studies », 2016, 200 p. (ISBN 978-0-78649-424-8).
- (en) Gary D. Rhodes, White Zombie : Anatomy of a Horror Film, Jefferson (Caroline du Nord), McFarland & Company, coll. « Contributions to Zombie Studies », 2006, 360 p. (ISBN 978-0-78642-762-8).
- Philippe Rouyer, Le Cinéma gore : Une esthétique du sang, Paris, Éditions du Cerf, 1997, 264 p. (ISBN 2-204-05787-8, présentation en ligne).
- (en) Bryan Senn, Drums of Terror : Voodoo in the Cinema, Midnight Marquee Press, 1998, 256 p. (ISBN 978-1-887664-18-9, lire en ligne).
- Jean-Baptiste Thoret (coord.), Politique des Zombies : L'Amérique selon George A. Romero, Paris, Ellipses, coll. « les grands mythes du cinéma », 2007, 224 p. (ISBN 978-2-7298-3252-0, présentation en ligne).
- Jovanka Vuckovic (préf. George A. Romero), Zombies ! Une Histoire illustrée des morts-vivants, Paris, Hoëbeke, 2013, 176 p. (ISBN 978-2-84230-483-6).
- (en) Kevin J. Wetmore Jr., Back from the Dead : Remakes of the Romero Zombie Films as Markers of Their Times, Jefferson (Caroline du Nord), McFarland & Company, coll. « Contributions to Zombie Studies », 2011, 252 p. (ISBN 978-0-78644-642-1).
- Apocalypse Zombie, Mad Movies (no HS 20), décembre 2012, 116 p..

#### Articles, contributions, communications
- François Angelier, « À leurs corps défendants », dans Jean-Baptiste Thoret, Politique des zombies : L'Amérique selon George A. Romero, Ellipses, coll. « les grands mythes du cinéma », 2007, 224 p. (ISBN 978-2-7298-3252-0, présentation en ligne), p. 15-23
- Gilles Menegaldo, « La Nuit des morts vivants de George A. Romero (1968) : une modernité subversive », dans Frank Lafond (dir.), Cauchemars américains : fantastique et horreur dans le cinéma moderne, Cefal, 2003, 242 p. (ISBN 978-2871301226), p. 141-158

- (en) June Pulliam, « The Zombie », dans S. T. Joshi (dir.), Icons of Horror and the Supernatural : An Encyclopedia of Our Worst Nightmares, vol. 2, Greenwood Press, 2007, 796 p. (ISBN 978-0-313-33780-2 et 0-313-33782-9), p. 723-753